# Коромисло зеленобоке
Коромисло зеленобоке (Aeshna affinis) — вид бабок родини коромисел (Aeschnidae).

## Поширення
Вид поширений у Південній та Центральній Європі, у Північній Африці та на Близькому Сході і через помірну Азію до Китаю. В Україні вид зареєстрований практично на всій території країни.

## Опис
Досить велика бабка, завдовжки 57-66 мм, довжина черевця 39-49 мм, заднє крило 37-42 мм. Очі стикаються між собою. Тіло строкато забарвлене. На лобі є Т-подібний чорний малюнок. На грудях є блакитні плями біля основи крил. Боки грудей зеленого кольору з вузькими темними лініями на швах, однак без світлих смуг. Жилки крил чорного кольору. Птеростигма діаметром 4-5 мм.
У самців черевні тергіти з III по VII (VIII) мають по дві пари блакитних цяток. Яйцеклад самиць короткий, його задній кінець не заходить за останній сегмент черевця.

## Спосіб життя
Імаго літають від червня по вересень. Бабки трапляються на стоячих і тимчасових водоймах, озерах, ставках, старицях річок з добре розвиненими заростями очерету або тростини. Водойми для розвитку личинок повинні бути добре прогріватися і неглибокими. При посадці бабки беруть позу зі звисаючим вниз черевцем. Бабки біля води тримаються мало, зазвичай полюють і годуються на лісових галявинах і полянах. Самиці відкладають яйця опускаючись в воду, при цьому сповзаючи по стеблах рослин. Стадія розвитку личинок триває 1,5-2 роки.